# Angadanan
Angadanan ist eine Stadtgemeinde in der Provinz Isabela im Bezirk Cagayan Valley auf den Philippinen. Am 1. August 2015 hatte sie 43.061 Einwohner.
Angadanan ist in folgende 59 Baranggays aufgeteilt:
| - Allangigan - Aniog - Baniket - Bannawag - Bantug - Barangcuag - Baui - Bonifacio - Buenavista - Bunnay - Calabayan-Minanga - Calaccab - Calaocan - Kalusutan - Campanario | - Canangan - Centro I - Centro II - Centro III - Consular - Cumu - Dalakip - Dalenat - Dipaluda - Duroc - Esperanza - Fugaru - Liwliwa - Ingud Norte - Ingud Sur | - La Suerte - Lomboy - Loria - Lourdes - Mabuhay - Macalauat - Macaniao - Malannao - Malasin - Mangandingay - Minanga Proper - Pappat - Pissay - Ramona - Rancho Bassit | - Rangayan - Salay - San Ambrocio - San Guillermo - San Isidro - San Marcelo - San Roque - San Vicente - Santo Niño - Saranay - Sinabbaran - Victory - Viga - Villa Domingo |